# Flughafen Bagdogra

i8
i11
i13
Der ca. 126 m hoch gelegene Flughafen Bagdogra (englisch Bagdogra Airport oder auch Bagdogra Siliguri Airport) ist ein internationaler Flughafen ca. 3 km (Fahrtstrecke) südöstlich der Kleinstadt Bagdogra im Norden des Bundesstaats Westbengalen im Nordosten Indiens. Er ist Teil eines Luftwaffenstützpunkts.

## Geschichte
Im Jahr 2010 wurden knapp 6 ha Land aus einer bereits existierenden Luftwaffenbasis für den Bau eines zivilen Flughafens herausgelöst, der auch die ca. 70 km nördlich gelegene Bergregion Darjeeling touristisch und wirtschaftlich erschließt. Die Fertigstellung eines neuen Terminal-Gebäudes ist für das Jahr 2024 geplant.

## Flugverbindungen
Verschiedene indische Fluggesellschaften betreiben mehrmals tägliche Linienflüge nach Delhi, Kalkutta, Bangalore und Mumbai; daneben gibt es auch Flüge nach Hyderabad, Dibrugarh und Jaipur. Internationale Flüge finden wegen der COVID-19-Pandemie derzeit nicht statt.

## Sonstiges
- Betreiber des Flughafens ist die Airports Authority of India.
- Es gibt eine Start-/Landebahn mit 2754 m Länge und ILS-Ausstattung.